# La Bañeza

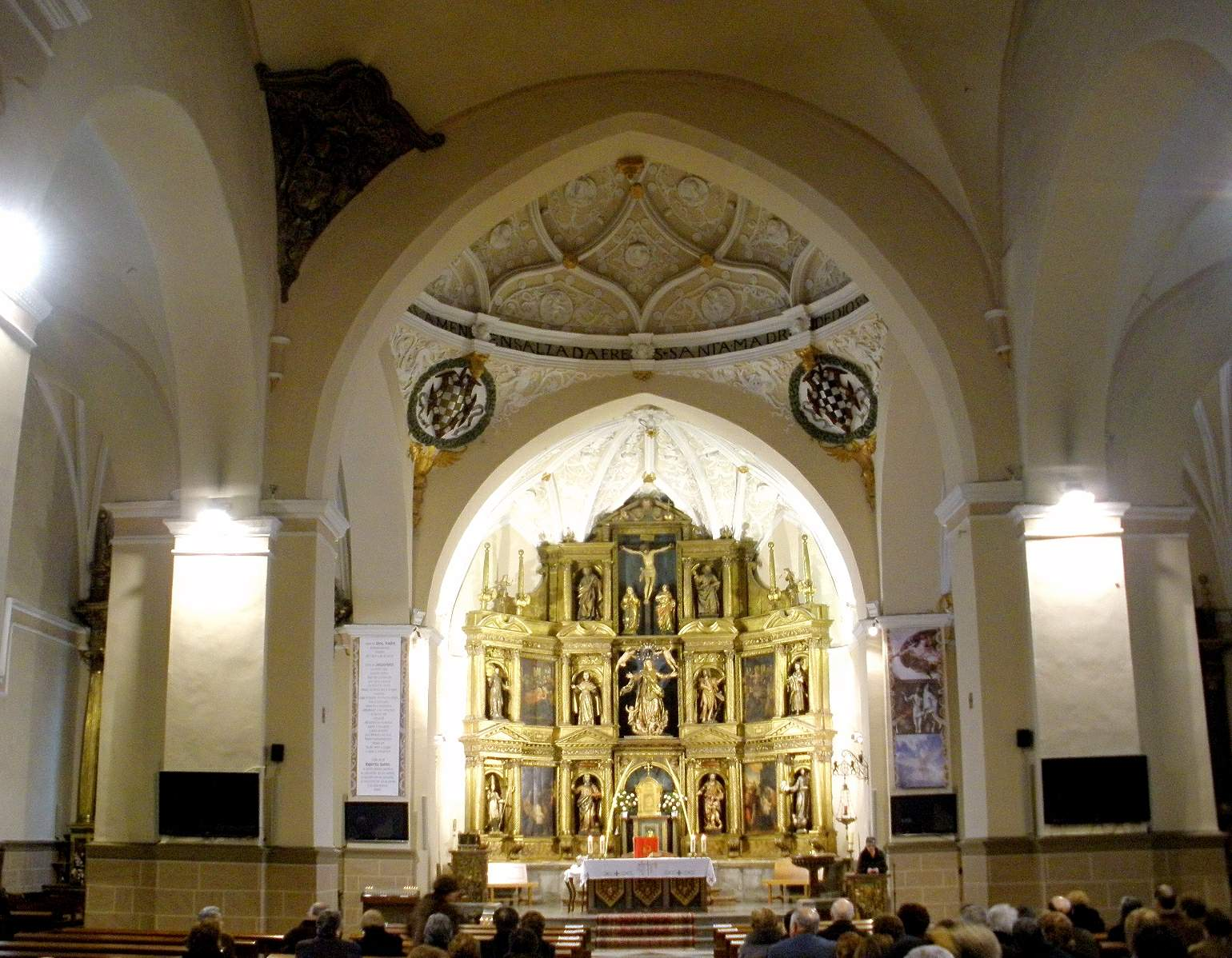
Interior de la iglesia de Santa María, ubicada en la plaza Mayor de la ciudad

La Bañeza es un municipio y ciudad española de la provincia de León, en la comunidad autónoma de Castilla y León. Está situada en la comarca tradicional de La Valduerna, en el tránsito entre el Páramo y la sierra del Teleno. Es, además, cabeza de partido judicial. Cuenta con una población de 10 023 habitantes (INE 2024).
Al formar parte del territorio astur, su entorno formó parte del Conventus Asturum durante la época romana. La ciudad nació en el siglo IX por orden del conde Gatón a partir de los núcleos de San Pedro de Périx y Bani Eiza. Sede de un marquesado durante la Edad Moderna, a finales del siglo XIX comenzó su transformación económica y urbana, en la cual repercutió la llegada del ferrocarril Plasencia-Astorga en 1896. Un año antes, en 1895, recibió el título de ciudad de manos de la reina María Cristina.
Su patrimonio monumental, en el que destacan las iglesias de San Salvador y Santa María, así como diversas celebraciones que tienen lugar a lo largo del año, entre las que destacan los carnavales, su Semana Santa y las fiestas patronales del mes de agosto, durante las cuales tiene lugar una de las pocas carreras urbanas de motociclismo existentes en España, la convierten en una ciudad receptora de turismo. Este último se añade a su destacada industria alimentaria, gracias a la presencia de la azucarera, y al sector servicios, muy presente en la localidad debido a su posición como centro comarcal.

## Geografía

### Ubicación

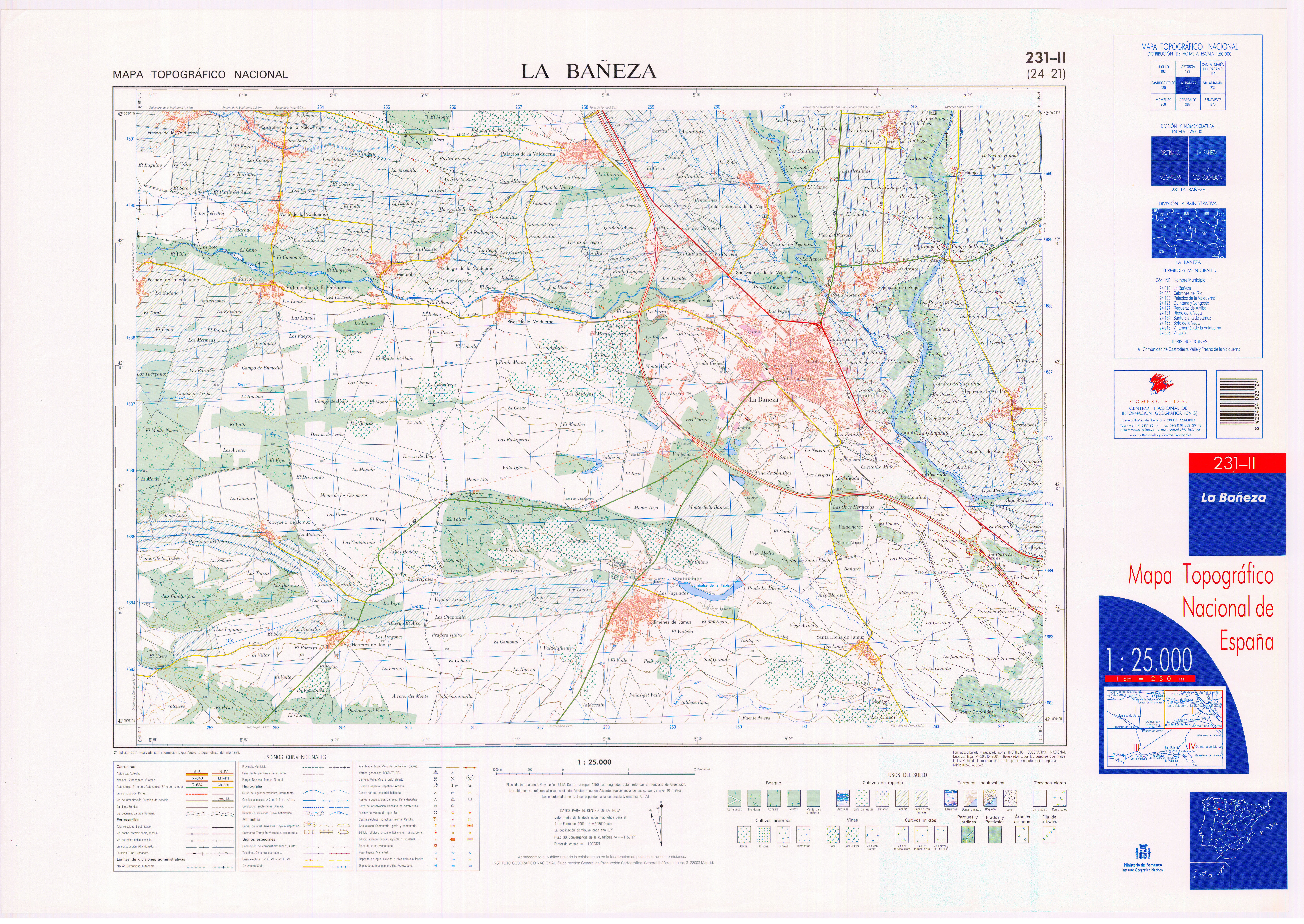
Fragmento de la hoja 231 del Mapa Topográfico Nacional de España de 2001 en el que se representa La Bañeza

La ciudad de La Bañeza está situada en la comarca tradicional de La Valduerna, a una altitud de 771 m s. n. m. Está situada en el sur de la provincia, en una zona llana próxima a las estribaciones de los montes de León, en este caso de la sierra del Teleno. Su término municipal limita al norte con Soto de la Vega y Palacios de la Valduerna, al sur con Santa Elena de Jamuz y con Cebrones del Río, al este con Regueras de Arriba, y al oeste con Palacios de la Valduerna. El territorio del término municipal está representado en la hoja 231 del Mapa Topográfico Nacional.
| Noroeste: Palacios de la Valduerna | Norte: Soto de la Vega    | Noreste: Soto de la Vega  |
| Oeste: Palacios de la Valduerna    |                           | Este: Regueras de Arriba  |
| Suroeste Santa Elena de Jamuz      | Sur: Santa Elena de Jamuz | Sureste: Cebrones del Río |

### Orografía
El relieve del municipio se caracteriza por ser muy poco accidentado, debido en gran parte a su situación en la vega del río Órbigo, y tan solo en la parte oeste del mismo aparecen pequeñas elevaciones del terreno. En el término municipal se encuentra el vértice geodésico de El Tejar, próximo al casco urbano, a una altitud de 807 m s. n. m.

### Hidrografía
La Bañeza ve pasar por su territorio alguno de los cursos fluviales más importantes de la parte central de León. Por el este y en los límites del municipio, discurre el río Órbigo, afluente del Esla, y proveniente del norte, el Tuerto vierte sus aguas al Órbigo en las inmediaciones del casco urbano. En la parte norte, y bañando los terrenos de San Mamés de la Vega y Santiago de la Valduerna, discurre el río Duerna que, viniendo de la sierra del Teleno, desemboca en el río Tuerto en la parte norte de la ciudad, junto a las instalaciones deportivas.

### Clima
El clima en el municipio es, como en la mayor parte de la Meseta Norte, un clima mediterráneo continentalizado, levemente alterado por la influencia de la cordillera Cantábrica y los montes de León. Las precipitaciones se reparten de manera irregular, con un máximo en primavera y en otoño y un mínimo en época veraniega. En cuanto a las temperaturas, los inviernos son fríos, con frecuentes heladas y nevadas esporádicas, mientras que los veranos son cortos y calurosos. Según la clasificación climática de Köppen La Bañeza tiene un clima Csb (templado con verano seco y templado).
| Parámetros climáticos promedio de La Bañeza en el periodo 1961-1998 | Parámetros climáticos promedio de La Bañeza en el periodo 1961-1998 | Parámetros climáticos promedio de La Bañeza en el periodo 1961-1998 | Parámetros climáticos promedio de La Bañeza en el periodo 1961-1998 | Parámetros climáticos promedio de La Bañeza en el periodo 1961-1998 | Parámetros climáticos promedio de La Bañeza en el periodo 1961-1998 | Parámetros climáticos promedio de La Bañeza en el periodo 1961-1998 | Parámetros climáticos promedio de La Bañeza en el periodo 1961-1998 | Parámetros climáticos promedio de La Bañeza en el periodo 1961-1998 | Parámetros climáticos promedio de La Bañeza en el periodo 1961-1998 | Parámetros climáticos promedio de La Bañeza en el periodo 1961-1998 | Parámetros climáticos promedio de La Bañeza en el periodo 1961-1998 | Parámetros climáticos promedio de La Bañeza en el periodo 1961-1998 | Parámetros climáticos promedio de La Bañeza en el periodo 1961-1998 |
| Mes | Ene.                                                                | Feb.                                                                | Mar.                                                                | Abr.                                                                | May.                                                                | Jun.                                                                | Jul.                                                                | Ago.                                                                | Sep.                                                                | Oct.                                                                | Nov.                                                                | Dic.                                                                | Anual                                                               |
| --- | ------------------------------------------------------------------- | ------------------------------------------------------------------- | ------------------------------------------------------------------- | ------------------------------------------------------------------- | ------------------------------------------------------------------- | ------------------------------------------------------------------- | ------------------------------------------------------------------- | ------------------------------------------------------------------- | ------------------------------------------------------------------- | ------------------------------------------------------------------- | ------------------------------------------------------------------- | ------------------------------------------------------------------- | ------------------------------------------------------------------- |
| Temp. media (°C) | 3.3                                                                 | 4.8                                                                 | 7.0                                                                 | 9.4                                                                 | 12.9                                                                | 17.2                                                                | 20.2                                                                | 19.5                                                                | 16.4                                                                | 11.5                                                                | 6.8                                                                 | 4.0                                                                 | 11.10                                                               |
| Precipitación total (mm) | 54.1                                                                | 40.3                                                                | 28.5                                                                | 40.8                                                                | 49.6                                                                | 36.0                                                                | 18.8                                                                | 11.7                                                                | 26.2                                                                | 47.3                                                                | 48.7                                                                | 45.3                                                                | 447.1                                                               |
| Fuente: Ministerio de Agricultura, Alimentación y Medio Ambiente. Datos de precipitación para el periodo 1962-1998 y de temperatura para el periodo 1961-1998 en La Bañeza 4 de octubre de 2012 |                                                                     |                                                                     |                                                                     |                                                                     |                                                                     |                                                                     |                                                                     |                                                                     |                                                                     |                                                                     |                                                                     |                                                                     |                                                                     |

## Historia

### Edad Antigua
Las primeras referencias históricas existentes para el territorio bañezano conciernen al emplazamiento, en la cercana localidad de San Martín de Torres, de la ciudad astur-romana de Bedunia, mencionada por diversas fuentes como el Itinerario de Antonino. Conquistado por Roma entre los años 29 a. C. y 19 a. C., el espacio que ocupa actualmente La Bañeza formó parte del Conventus Asturum, primero dentro de la provincia Tarraconense y, desde finales del siglo III, de la Gallaecia.

### Edad Media
Tras el ocaso del mundo romano, visigodos y suevos lucharon en los alrededores de la actual ciudad, en el despoblado de Hinojo, a mediados del siglo V, siendo la victoria para los godos. Es posible que en estos momentos, entre los siglos V y VIII existiera un pequeño asentamiento en las cercanías de la actual iglesia de San Salvador.
La actual población bañezana nació a mediados del siglo IX por orden del conde Gatón, a partir de dos núcleos: San Pedro de Périx (con gentes de Pereje) y Bani Eiza (con mozárabes de Córdoba). De la fusión de ambos surge el primer mercado y dos parroquias, San Pedro (con los años trasladada a Santa María) y San Salvador, monasterio ofrecido al obispo San Genadio en el siglo X, a finales del cual es destruido por las tropas de Almanzor, siendo recuperado a principios del siglo XI.

### Edad Moderna

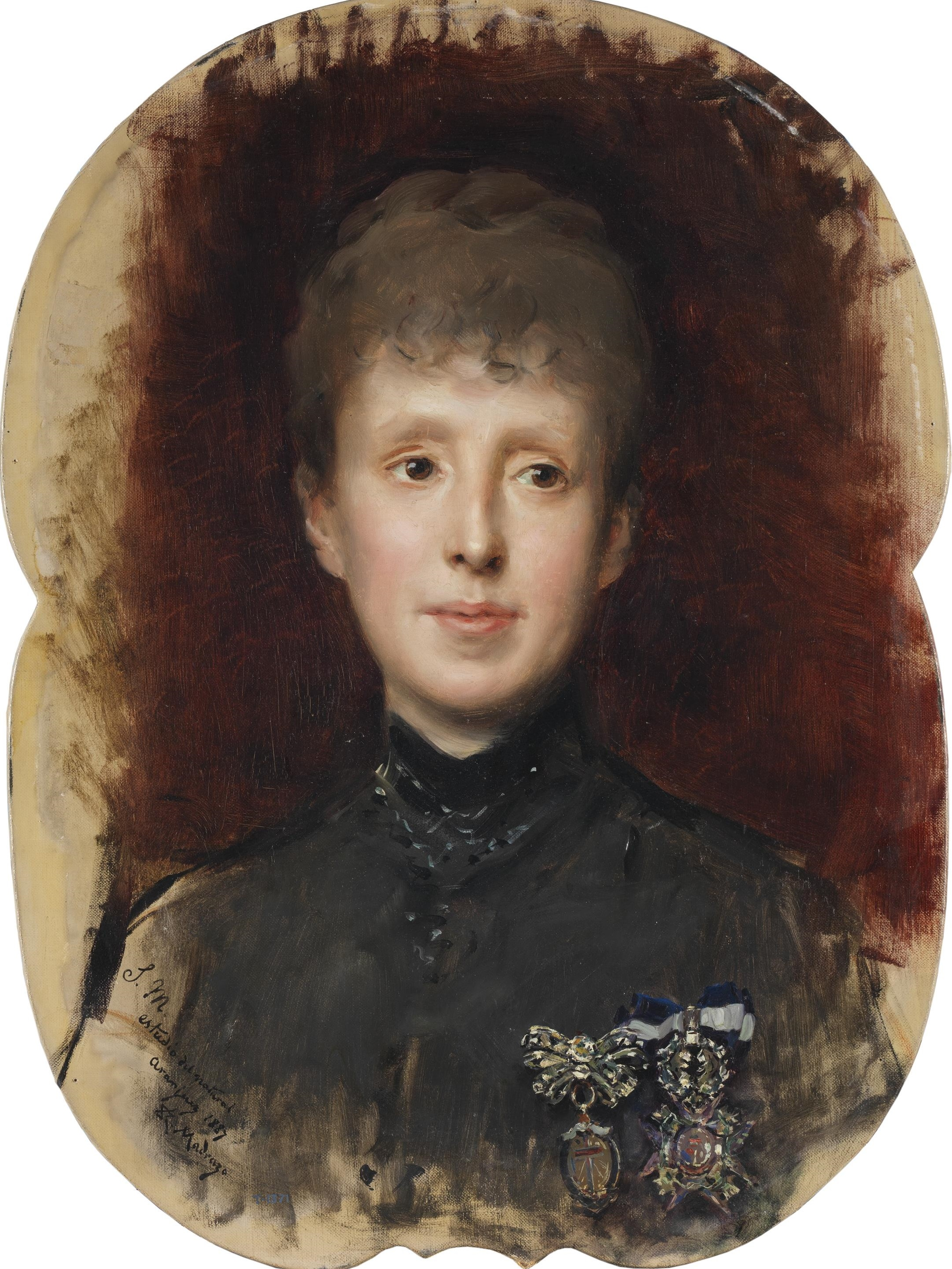
En 1895 la reina María Cristina concedió a La Bañeza el título de ciudad

En 1556 Pedro de Zúñiga y Bazán recibió el marquesado de La Bañeza, pasando a convertirse la ciudad en cabecera del mismo, en manos de la familia Bazán. Durante parte del siglo XVII fue sede del Adelantamiento del Reino.

### Edad Contemporánea
Al igual que el resto de la provincia, la ciudad sufrió las consecuencias de la ocupación napoleónica y los padecimientos durante las guerras carlistas. A finales del siglo XIX comenzó la transformación de la base económica y del núcleo urbano, con un desarrollo que coincidió con la concesión en 1895 del título de ciudad de manos de la reina regente María Cristina en nombre de su hijo Alfonso XIII. La inauguración del ferrocarril Plasencia-Astorga en 1896 fue el hecho más estimulante para el crecimiento de la ciudad, la cual se expandió hacia la vía, ocupando parte del espacio agrario existente, con almacenes, fábricas o talleres. En los años 1920 la ciudad recibió un nuevo impulso con la instalación de la azucarera, afectando no solo a la ciudad sino también a la comarca, que suministraría desde entonces la materia prima.
En 1936 la ciudad sufrió las consecuencias de la Guerra Civil, la cual se cobró la vida del entonces alcalde Isaac Nistal Blanco junto a nueve personas más. El 2 de septiembre de 2008, la Asociación para la Recuperación de la Memoria Histórica exhumó sus restos enterrados en Izagre.
En 1984 se cerró parcialmente el ferrocarril de la Vía de la Plata, comprometiendo durante años el futuro económico de la ciudad, que no comenzó a repuntar hasta la apertura de la autovía del Noroeste en 1998.

## Demografía

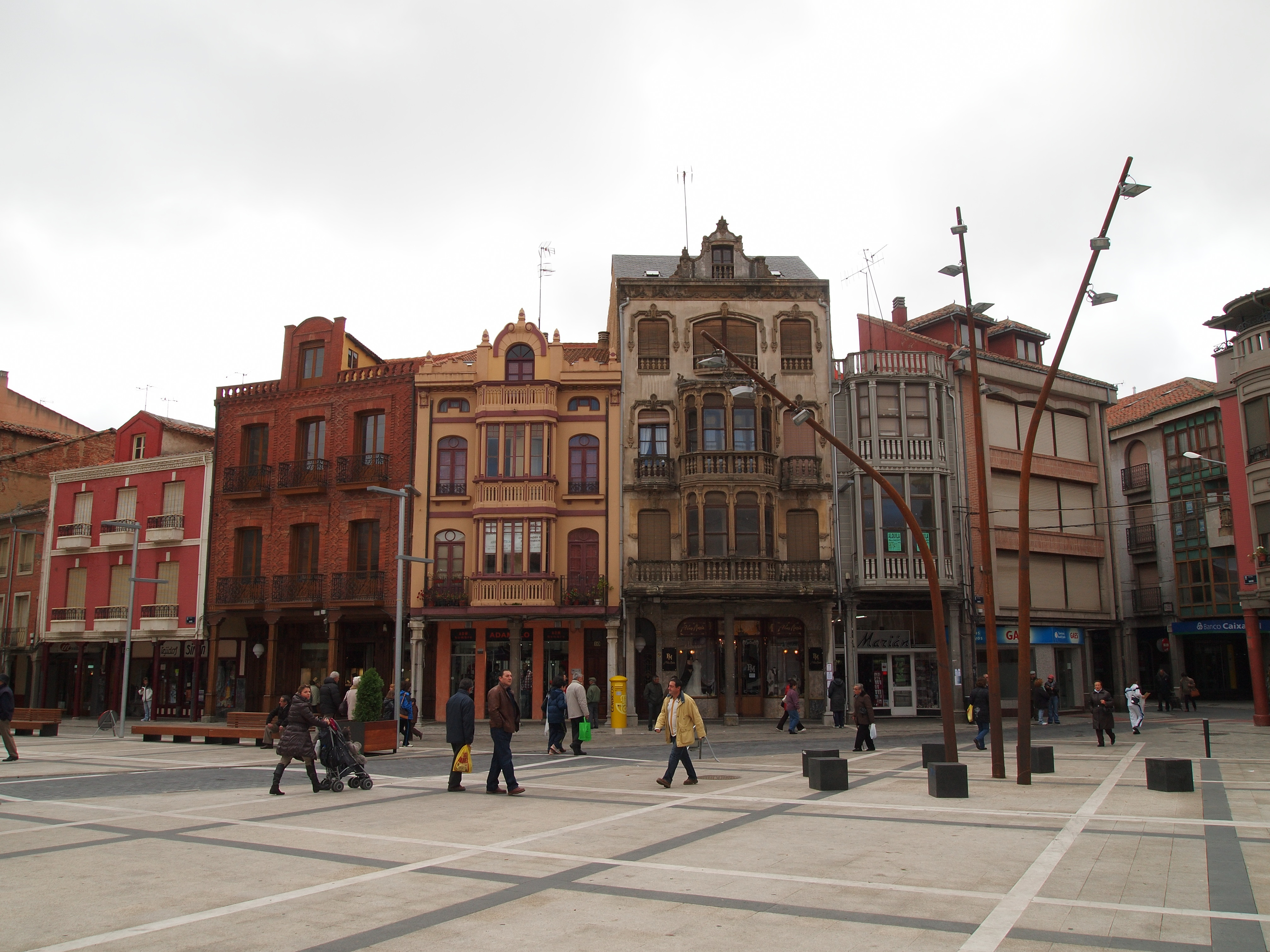
Plaza Mayor de La Bañeza

Cuenta con una población de 10 023 habitantes (INE 2024). La mayoría viven en La Bañeza, y el resto repartidos entre San Mamés de la Vega, Santiago de la Valduerna y núcleos diseminados. La población ha disminuido ligeramente desde 2011, después de registrarse un progresivo crecimiento a lo largo del siglo XX, especialmente en los últimos veinte años, a excepción de un breve paréntesis a finales de los años 1990. Este aumento se debió a la llegada de inmigrantes extranjeros y al cese en parte de la emigración de bañezanos a otras ciudades.
Evolución de la población
| Gráfica de evolución demográfica de La Bañeza entre 1842 y 2021                                                     |
| |
| Población de derecho según los censos de población del INE Población de hecho según los censos de población del INE |

El crecimiento actual de La Bañeza también se debe en parte al fortalecimiento de la ciudad como centro de servicios y a la consolidación de un creciente sector industrial favorecido por la posición de la ciudad, que se encuentra junto a la autovía del Noroeste y a escasos kilómetros de los enlaces de esta con la AP-71, la A-52 y la A-66.
Por otra parte, y como otra de las causas de este crecimiento, el colectivo inmigrante durante 2008 en La Bañeza se cifró en 679 personas, entre los que destacan los procedentes de Europa, con 295 personas, y América, con 291 del total. Por países, los más numerosos son los de nacionalidad búlgara, integrando este colectivo 169 personas, colombianos con 153 censados y los procedentes de Marruecos con 76; el resto de inmigrantes se reparte entre varias nacionalidades de todos los continentes.
Distribución de la población
Las entidades de población que componen el término municipal de La Bañeza son las siguientes:
| Entidad de Población                                                                               | Coordenadas                               | Pob. (2024) | Mapa |
| -------------------------------------------------------------------------------------------------- | ----------------------------------------- | ----------- | --- |
| La Bañeza                                                                                          | 42°17′59″N 5°53′51″O / 42.29972, -5.89750 | 9916        | \| La Bañeza San Mamés de la Vega Santiago de · la Valduerna Azucarera Castro de Sacaojos Villa Adela \| |
| San Mamés de la Vega                                                                               | 42°18′38″N 5°55′01″O / 42.31056, -5.91694 | 117         | \| La Bañeza San Mamés de la Vega Santiago de · la Valduerna Azucarera Castro de Sacaojos Villa Adela \| |
| Santiago de la Valduerna                                                                           | 42°18′24″N 5°55′24″O / 42.30667, -5.92333 | 104         | \| La Bañeza San Mamés de la Vega Santiago de · la Valduerna Azucarera Castro de Sacaojos Villa Adela \| |
| Total                                                                                              |                                           | 10 137      | \| La Bañeza San Mamés de la Vega Santiago de · la Valduerna Azucarera Castro de Sacaojos Villa Adela \| |
| Fuente: INE, 2024                                                                                  |                                           |             | \| La Bañeza San Mamés de la Vega Santiago de · la Valduerna Azucarera Castro de Sacaojos Villa Adela \| |
| La Bañeza San Mamés de la Vega Santiago de · la Valduerna Azucarera Castro de Sacaojos Villa Adela |                                           |             | |

## Transporte y comunicaciones
Carretera
Lugar de paso de la antigua Vía de la Plata, La Bañeza está conectada con el resto de la comunidad y del país a través de varios viales de distinta categoría, siendo un importante nudo de comunicaciones comarcal:
| Identificador | Denominación           | Itinerario |
| ------------- | ---------------------- | --- |
|               | Autovía del Noroeste   | Discurre entre Madrid y La Coruña. |
| N-6           | Carretera de La Coruña | Discurre entre Madrid y La Coruña. |
| CL-622        | Carretera autonómica   | Comunica La Bañeza con León. Según el nuevo Plan Regional de Carreteras de la Junta de Castilla y León se prevé que se transforme en autovía, como parte de la León-Braganza. |
| LE-125        | Carretera provincial   | Comunica con la comarca zamorana de Sanabria. |
| LE-420        | Carretera provincial   | Comunica con Hospital de Órbigo. |

Por último, cuenta con varios viales de carácter local que unen La Bañeza con otras poblaciones cercanas como Jiménez de Jamuz o Destriana.
Ferrocarril

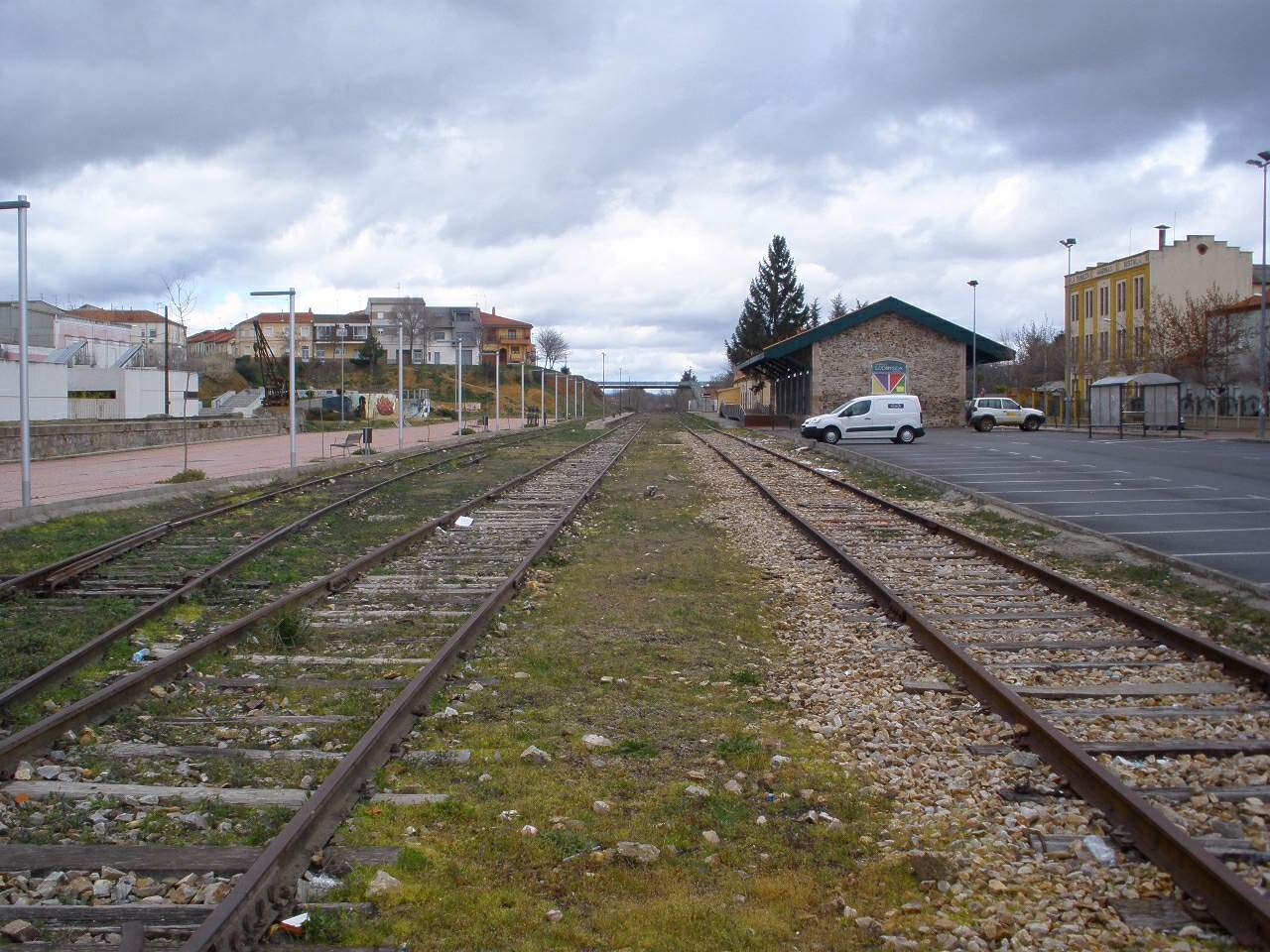
Ferrocarril Ruta de la Plata a su paso por la estación de La Bañeza, clausurado desde 1985

Hasta 1985 estuvo operativa estación de La Bañeza, perteneciente a la línea Plasencia-Astorga, inaugurada en 1896. Desde hace unos años, numerosas organizaciones y empresas reclaman su reapertura para vertebrar el oeste peninsular eficazmente y recuperar la alternativa de transportar pasajeros y mercancías por ferrocarril.
Transporte aéreo
El aeropuerto de León, que entró en servicio en 1999, está situado en los términos municipales de Valverde de la Virgen y San Andrés del Rabanedo, a 49 kilómetros de La Bañeza.

## Economía

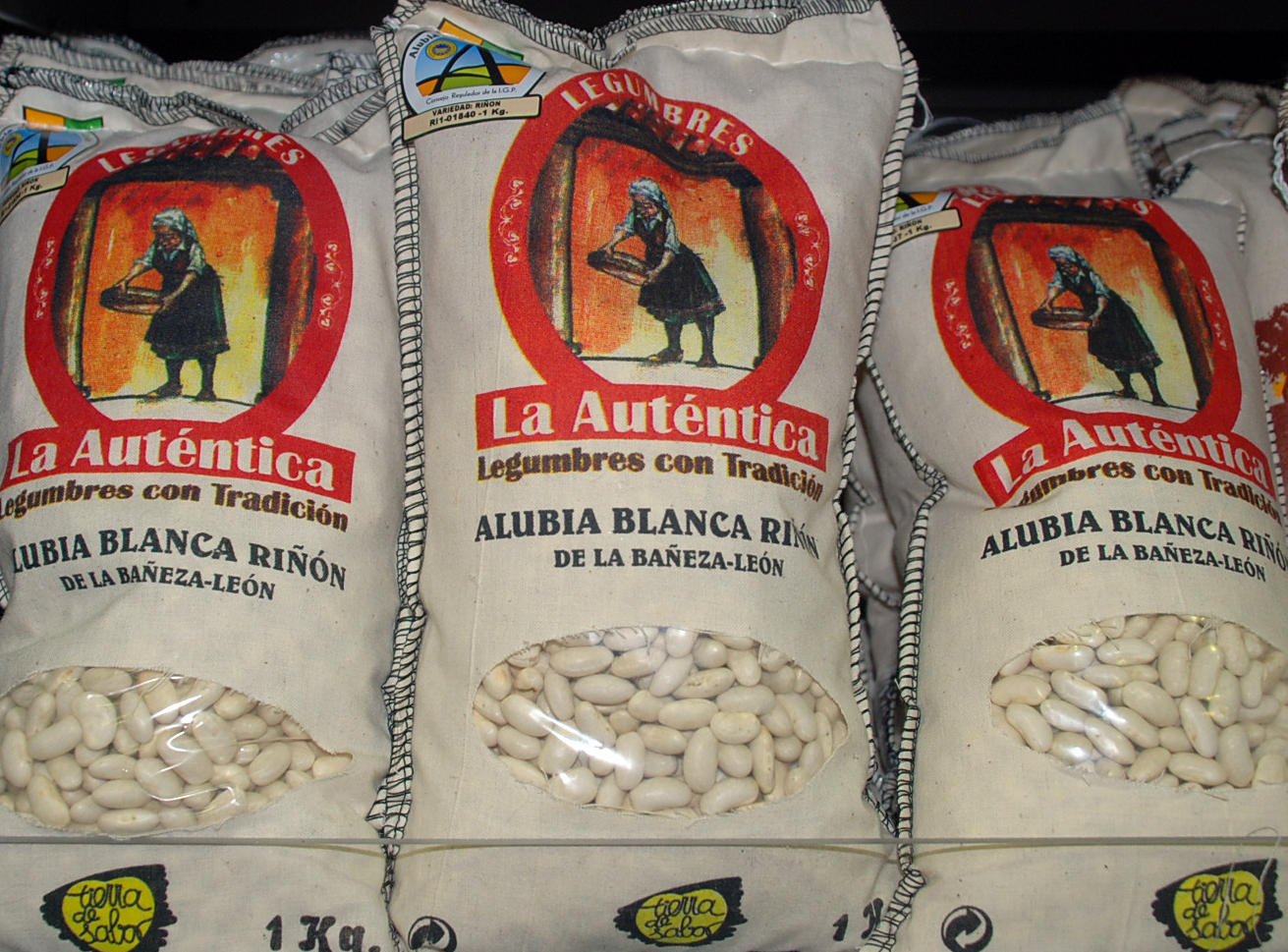
Alubias blancas de riñón de La Bañeza

En 2007, el sector que más empleo generaba en La Bañeza era el de servicios, con 2223 personas, representando un 61,1 % del total. A continuación se situaban la industria y la construcción, con 845 y 483 trabajadores respectivamente, siendo un 23,2 y un 13,3 %. Por último, el sector agrícola generaba tan solo 88 empleos, un 2,4 % del total.
Respecto a las empresas, un 73,6 % correspondía al sector servicios, un 14,6 % a la construcción, un 10,2 % a la industria, y un 1,6 % al sector primario.
Sector primario
Los terrenos municipales se distribuyen de la siguiente forma: herbáceos (50,45 %), pastos (8,32 %), forestales (5,61 %), leñosos (3,02 %) y otros usos (32,60 %).
Sector secundario
La actividad industrial bañezana se centra en el sector de la alimentación, con un auge muy importante en los últimos años, siendo el tercer núcleo en número de importancia de la provincia tras León y Ponferrada con casi 1300 empleados, su máximo representante se encuentra en la vecina localidad de Soto de la Vega, a apenas 3 km, con Embutidos Rodríguez, empresa que dispone de un matadero y una fábrica de embutidos, dando empleo de manera directa a más de 900 personas. Otra industria importante es la azucarera que Associated British Foods mantiene en la ciudad (hasta marzo de 2009 pertenecía a Ebro Foods). Su producción toma como materia prima la remolacha azucarera que obtiene en su mayoría de las comarcas leonesas del Páramo, Ribera del Órbigo y Maragatería, y de la comarca zamorana de Benavente y Los Valles. Otras empresas destacables, por su volumen de producción y número de empleados, son Pavimentos Páramo y Aluminios San Antonio.
La ciudad cuenta con dos áreas industriales: la primera de ellas, La Sementera, se encuentra ubicada junto a la N-6 y es la más pequeña de las dos, con 12 000 m cuadrados. El otro polígono, de nueva construcción, es Villa Adela, que con una extensión de 300 000 m cuadrados, espera una ampliación de 560 900 m cuadrados.
Sector terciario
En La Bañeza predomina el comercio tradicional, junto con alguna firma de nivel nacional.

## Administración y política
Administración municipal
La administración política del municipio se realiza a través de un ayuntamiento de gestión democrática, cuyos componentes se eligen cada cuatro años por sufragio universal. El censo electoral está compuesto por todos los residentes empadronados en La Bañeza, mayores de 18 años y con nacionalidad de cualquiera de los países miembros de la Unión Europea. Según lo dispuesto en la Ley del Régimen Electoral General, que establece el número de concejales elegibles en función de la población del municipio, la corporación municipal está formada por 17 ediles.
| Partido político                                  | 1979    | 1979       | 1983    | 1983       | 1987    | 1987       | 1991    | 1991       | 1995    | 1995       | 1999    | 1999       |
| Partido político                                  | % votos | concejales | % votos | concejales | % votos | concejales | % votos | concejales | % votos | concejales | % votos | concejales |
| Partido Socialista Obrero Español (PSOE)          | -       | -          | 21,99   | 3          | 22,06   | 3          | 30,23   | 5          | 15,56   | 3          | 20,31   | 4          |
| Partido Popular (PP) (Alianza Popular hasta 1989) | -       | -          | 15,18   | 2          | 55,85   | 9          | 48,34   | 7          | 40,72   | 8          | 42,62   | 8          |
| Izquierda Unida (IU)                              | -       | -          | -       | -          | 5,26    | 0          | -       | -          | 3,39    | 0          | 3,05    | 0          |
| Unión de Centro Democrático (UCD)                 | 49,79   | 7          | -       | -          | -       | -          | -       | -          | -       | -          | -       | -          |
| Partido Comunista de España (PCE)                 | 20,86   | 2          | -       | -          | -       | -          | -       | -          | -       | -          | -       | -          |
| Centro Democrático y Social (CDS)                 | -       | -          | 2,46    | 0          | 10,37   | 1          | 9,89    | 1          | -       | -          | 3,13    | 0          |
| Agrupación de Electores                           | 29,35   | 4          | -       | -          | -       | -          | -       | -          | -       | -          | -       | -          |
| Independientes                                    | -       | -          | 52,86   | 8          | -       | -          | -       | -          | -       | -          | -       | -          |
| Partido Regionalista del País Leonés (PREPAL)     | -       | -          | 1,74    | 0          | -       | -          | -       | -          | -       | -          | -       | -          |
| Unión del Pueblo Leonés (UPL)                     | -       | -          | -       | -          | -       | -          | 4,69    | 0          | 34,15   | 6          | 29,4    | 5          |
| Partido Demócrata Popular (PDP)                   | -       | -          | -       | -          | 1,84    | 0          | -       | -          | -       | -          | -       | -          |
| Partido Liberal (PL)                              | -       | -          | -       | -          | 1,82    | 0          | -       | -          | -       | -          | -       | -          |
| Otros                                             | -       | -          | 5,78    | 0          | 0,85    | 0          | 5,83    | 0          | 3,68    | 0          | -       | -          |

| Partido político                              | 2003    | 2003       | 2007    | 2007       | 2011    | 2011       | 2015    | 2015       | 2019    | 2019       | 2023    | 2023       |
| Partido político                              | % votos | Concejales | % votos | Concejales | % votos | Concejales | % votos | Concejales | % votos | Concejales | % votos | Concejales |
| Partido Popular (PP)                          | 28,6    | 5          | 30,09   | 5          | 39,71   | 7          | 32,59   | 6          | 34,78   | 6          | 42,69   | 8          |
| Partido Socialista Obrero Español (PSOE)      | 46,06   | 8          | 55,93   | 10         | 46,75   | 9          | 45,52   | 9          | 33,72   | 6          | 30,47   | 5          |
| Vox                                           | -       | -          | -       | -          | -       | -          | -       | -          | 5,7     | 1          | 10,23   | 2          |
| Unión del Pueblo Leonés (UPL)                 | 6,18    | 1          | 5,3     | 1          | 5,07    | 1          | 4,8     | 0          | 1,65    | 0          | 8,84    | 1          |
| Ciudadanos-Partido de la Ciudadanía (CS)      | -       | -          | -       | -          | -       | -          | 3,61    | 0          | 18,17   | 3          | 6,41    | 1          |
| Podemos                                       | -       | -          | -       | -          | -       | -          | -       | -          | 5,03    | 1          | -       | -          |
| Ahora se Puede La Bañeza                      | -       | -          | -       | -          | -       | -          | 11,04   | 2          | -       | -          | -       | -          |
| MASS                                          | -       | -          | -       | -          | 3,97    | 0          | -       | -          | -       | -          | -       | -          |
| PAL-UL                                        | -       | -          | -       | -          | 1,75    | 0          | -       | -          | -       | -          | -       | -          |
| Agrupación de Electores de La Bañeza (ADEDLB) | -       | -          | 5,78    | 1          | -       | -          | -       | -          | -       | -          | -       | -          |
| Agrupación por el Progreso Bañezano (APB)     | 15,45   | 3          | -       | -          | -       | -          | -       | -          | -       | -          | -       | -          |

| Periodo   | Nombre del alcalde           | Partido político |
| --------- | ---------------------------- | ---------------- |
| 1979-1981 | Guillermo García Arconada    | UCD              |
| 1981-1995 | Antonio Fernández Calvo      | AP               |
| 1995-1999 | Santiago Sevilla Miguélez    | UPL              |
| 1999-2000 | Antonio Fernández Calvo      | PP               |
| 2000-2001 | José Miguel Palazuelo Martín | PSOE             |
| 2002-2002 | Emilio de la Mata            | PP               |
| 2002-2003 | José Manuel Rodríguez        | PP               |
| 2003-2019 | José Miguel Palazuelo Martín | PSOE             |
| 2019 -    | Javier Carrera de Blas       | PP               |

El término municipal, además de la cabecera, incluye los núcleos de San Mamés de la Vega y Santiago de la Valduerna, muy próximos al casco urbano de La Bañeza. En febrero de 2009, La Bañeza fue el primer municipio de la Castilla y León en celebrar un bautismo civil.
Áreas municipales
La gestión ejecutiva municipal está organizada en áreas de gestión al frente de las cuales hay un concejal del equipo de gobierno. Cada área de gobierno tiene varias delegaciones en función de las competencias que se le asignan y que son variables de unos gobiernos municipales a otros. Las áreas actuales de gestión del Ayuntamiento son las siguientes:
Administración judicial
La Bañeza es la cabeza del partido judicial número 3 de la provincia de León, cuya demarcación comprende a la ciudad más otras poblaciones de las comarcas limítrofes. Acoge dos salas de Primera Instancia.

## Equipamientos y servicios
Educación

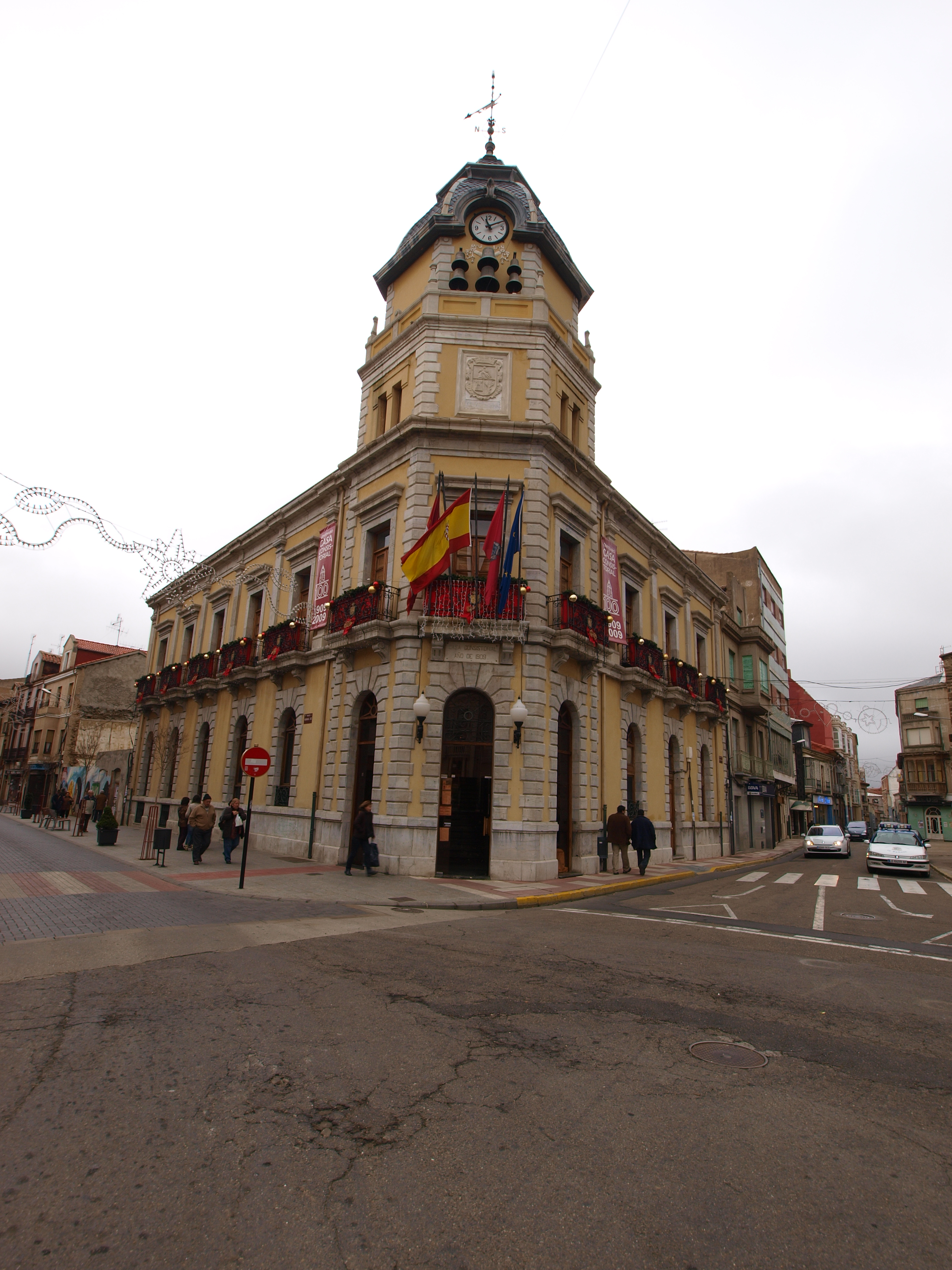
Vista de la casa consistorial

La ciudad de La Bañeza cuenta con varios centros de enseñanzas no universitarias. De carácter público, cuenta con una guardería municipal, dos centros de educación infantil y primaria (CEIP San José de Calasanz y CEIP Teleno) y dos de educación secundaria (IES Vía de la Plata y IES Ornia). De carácter privado, la ciudad cuenta con dos centros, Nuestra Señora del Carmen (concertado) y Tierras de La Bañeza, este último de Formación Profesional y no concertado.
En los institutos de educación secundaria se imparte ESO, Bachillerato y algunos ciclos de Formación Profesional. En el Vía de la Plata los ciclos formativos ofertados son Administración y Finanzas, e Instalaciones Electrotécnicas, en grado superior, y Gestión Administrativa, Equipos e instalaciones electrotécnicas, e Instalación y mantenimiento electromecánico de maquinaria y conducción de líneas, en grado medio.
En cuanto a las enseñanzas de régimen especial, La Bañeza cuenta con una escuela municipal de música (Odón Alonso Ordás) y un aula de educación de personas adultas (EPA).
Sanidad
La Bañeza no cuenta con hospital propio, por lo que han de acudir a los centros situados en León. Dispone de un centro de salud en el que se integran las zonas básicas de salud Bañeza I y Bañeza II. La primera engloba los municipios de Santa Elena de Jamuz y Soto de la Vega, además de la cabecera, y Bañeza II abarca Santa María de la Isla, San Esteban de Nogales, San Cristóbal de la Polantera, Roperuelos del Páramo, Valdefuentes del Páramo, Riego de la Vega, Quintana y Congosto, Quintana del Marco, Palacios de la Valduerna, La Antigua, Alija del Infantado, Castrocontrigo, Castrocalbón, Pozuelo del Páramo, Destriana, Castrillo de la Valduerna, Villazala, Villamontán de la Valduerna y Cebrones del Río. Desde hace unos años, distintos colectivos reclaman la construcción de un hospital comarcal para las zonas de Astorga y La Bañeza.
Servicios sociales
Los servicios sociales en La Bañeza son gestionados por la concejalía de Bienestar Social. Esta cuenta con una serie de programas municipales como discapacitados, drogodependencias, familia, infancia-ocio, juventud, mujer, participación social y personas mayores. Entre los medios que ofrece está el CEAS, que cuenta con cuatro trabajadores sociales y un animador comunitario, aparte del trabajador social con el que cuenta el centro de salud de La Bañeza.
Otros recursos disponibles en el municipio son siete residencias para personas mayores de carácter privado y el colegio Nuestra Señora del Valle, de atención a minusválidos y gestionado por la diputación de León.
Parque de recarga ultrarrápida
En La Bañeza se ubica el primer gran parque de recarga ultrarrápida para vehículos eléctricos de la provincia de León, y el primero en la autovía N-VI en Castilla y León, servicio que se encuentra vinculado con complejo hotelero y de restauración situado en el Punto Kilométrico o P.K 303 de la propia vía de comunicación.

## Cultura

### Patrimonio

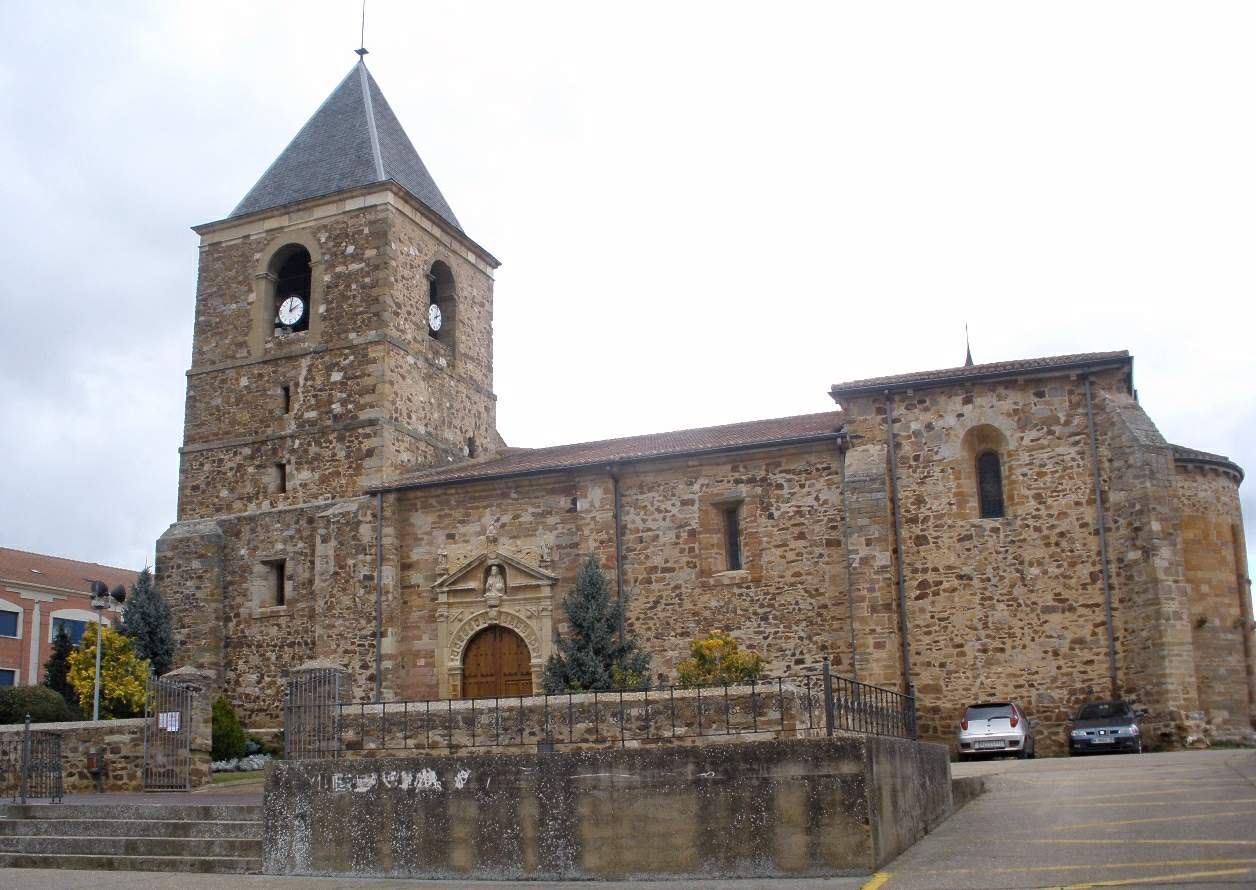
Iglesia de San Salvador
Núcleo del enclave mozárabe que más tarde dio origen a la ciudad, sus orígenes se remontan al siglo IX. Destruida por Almanzor, fue reconstruida ya en el siglo XI. Cuenta con tres naves, conservándose el ábside románico. Fue reformada en época moderna, siendo de este momento la fachada plateresca y la torre. En su interior destaca el retablo barroco obra de Francisco de Rivera, los lienzos de Felipe Gil de Mena y una talla de San Salvador, obra de 1659 de Lucas Gutiérrez.
Iglesia de Santa María

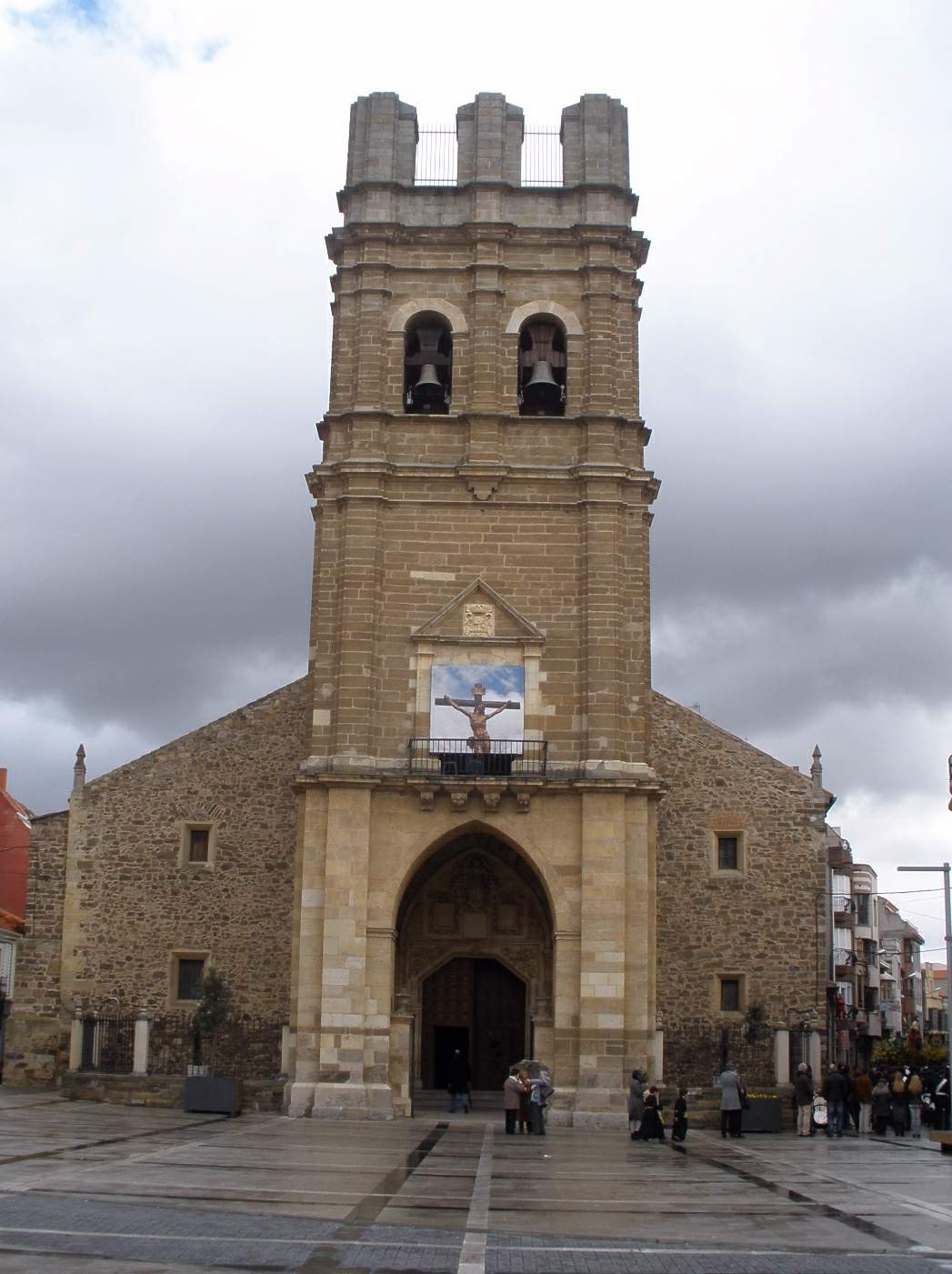
Iglesia de Santa María. El chapitel que coronaba su torre fue destruido por un incendio en 1894

De estilo gótico estrellado, su construcción tiene lugar en el siglo XVI, siendo heredera de la antigua iglesia de San Pedro de Périx. Presenta planta basilical de tres naves, sufriendo algunas modificaciones en el siglo XVII. En su interior destacan una imagen de la Piedad, obra de Gregorio Fernández, el retablo del altar mayor, obra de Francisco de Rivera del siglo XVII y las tallas de Santa Teresa (Diego de Gamboa, 1634), San Pablo, San Juan de la Cruz (Diego de la Peña) y la Asunción (Lucas Gutiérrez, 1662).
La construcción de la torre se inició en 1750, sufriendo múltiples retrasos año tras año. El primer cuerpo fue obra de Antonio Martín de Suinaga y el segundo de Simón Gabilán Tomé. En 1894, el chapitel que la coronaba fue destruido por un incendio.
Casa consistorial
Ubicada en la plaza Mayor, se trata de un edificio de aire neoclasicista construido entre 1900 y 1909, obra del arquitecto Lázaro Cárdenas. Pocos años después se le añadió una torre hexagonal, con tejado de pizarra, y un carillón en el que cada hora suena el Himno de la alegría.
Otras construcciones
El antiguo hospital es quizás el edificio civil más antiguo de la ciudad, con las primeras referencias en 1539 y reconstruido en 1897. Junto a él se encuentra la capilla de la Vera Cruz, que alberga distintas tallas procesionales. En varias calles de la ciudad pueden encontrarse varios edificios modernistas. Presentan una o dos plantas de ladrillo o piedra, decoración de hierro en balcones y miradores y ornamentación con pilastras, guirnaldas y otros motivos.
La capilla de Nuestra Señora de las Angustias y Soledad guarda distintos pasos procesionales de la Semana Santa bañezana, al igual que la capilla de Nuestro Padre Jesús Nazareno, que alberga el Museo Imaginero. Por otra parte, también destaca la fachada del cementerio municipal, de estilo neomudéjar, obra de Juan Bautista Lázaro de Diego de 1887.

### Museos
La Bañeza cuenta con el Museo Imaginero, ubicado en la capilla de Nuestro Padre Jesús Nazareno y que alberga diversos pasos procesionales como un Nazareno (Luis Salvador Carmona, siglo XVIII), Nuestra Señora de la Amargura (Navarro Santafé, 1944), un Crucificado (Faustino Sanz Herranz, 1986) o un Jesús Prendido (Antonio Palau, 1941), la Casa-Museo de Ángel Riesco, que se encuentra en el recinto de la Ciudad Misioneras, en la carretera de Madrid, y en la que se muestran su despacho de trabajo, el oratorio, el dormitorio y fotografías y documentos personales, el Museo de las Alhajas en la Vía de la Plata, inaugurado en la primavera de 2011, el Museo de la alubia que es la sede del consejo regulador de la indicación geográfica protegida de la alubia de La Bañeza - León y el centro de interpretación de las Tierras Bañezanas, ubicado en una antigua fábrica de harinas que conserva toda su maquinaria original. Este último presenta dos temáticas diferentes: por un lado, ofrece un recorrido por el proceso de fabricación de la harina, y por otro, invita a hacer un viaje por la historia de La Bañeza y su comarca.

### Espacios culturales
Teatro Pérez Alonso
El primer espacio teatral con el que contó La Bañeza fue el Teatro municipal, construido en 1845, perdurando hasta 1922, año en que fue derribado. Al año siguiente, en 1923, se inaugura el Teatro Seoanez, de iniciativa privada, y reconvertido en el cine California en 1948. El teatro Pérez Alonso, construido según los diseños de Javier Sanz y también de iniciativa privada, fue inaugurado el 28 de abril de 1930 con la zarzuela El Huésped del Sevillano, siendo en su época uno de los más importantes de la provincia. En 1997 fue comprado por el ayuntamiento, acometiendo una primera fase de rehabilitación, y en 2007 comenzó la reforma de manos del Ministerio de Vivienda, siendo reinaugurado en marzo de 2011.
Otros

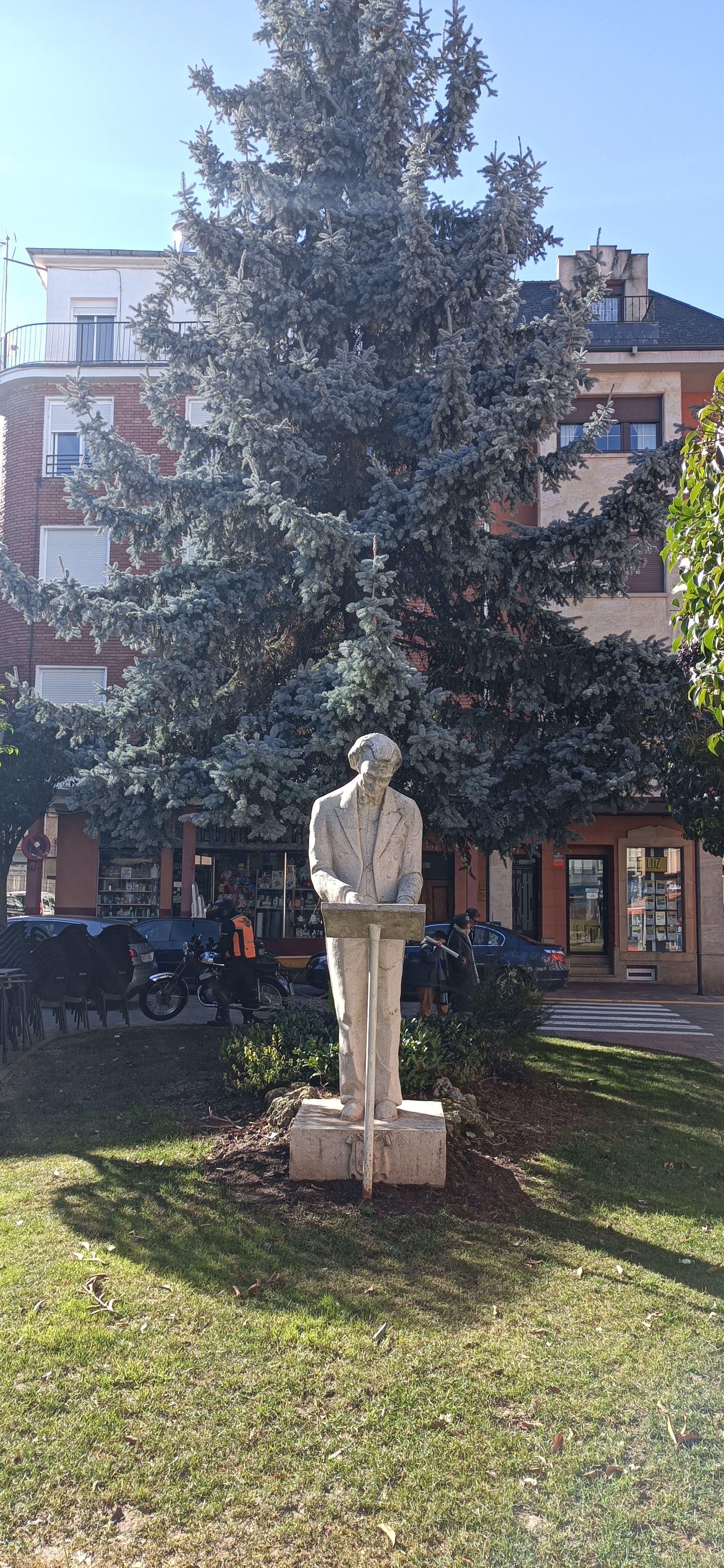
Monumento a Odón Alonso Ordás

La biblioteca pública Juan de Ferreras, cuyos orígenes se remontan a 1942 y que cuenta con varias salas de consulta, hemeroteca, zona infantil, audiovisuales y acceso a Internet, y el centro cultural de las Tierras Bañezanas son otros espacios con los que cuenta la ciudad.

### Semana Santa
Durante los diez días que transcurren desde el Viernes de Dolores al Domingo de Pascua, un total de 14 procesiones, organizadas por las tres cofradías existentes (además de la Cofradía Penitencial de las Águedas), recorren las calles de la ciudad. Estas tres son la Cofradía de la Vera Cruz, fundada en el siglo XVI, la Cofradía de Nuestra Señora de las Angustias y Soledad, fundada en 1615 pero siendo de mayor antigüedad pues las primeras menciones aparecen en los años 1550-1570, y la Cofradía de Nuestro Padre Jesús Nazareno, fundada en 1667.

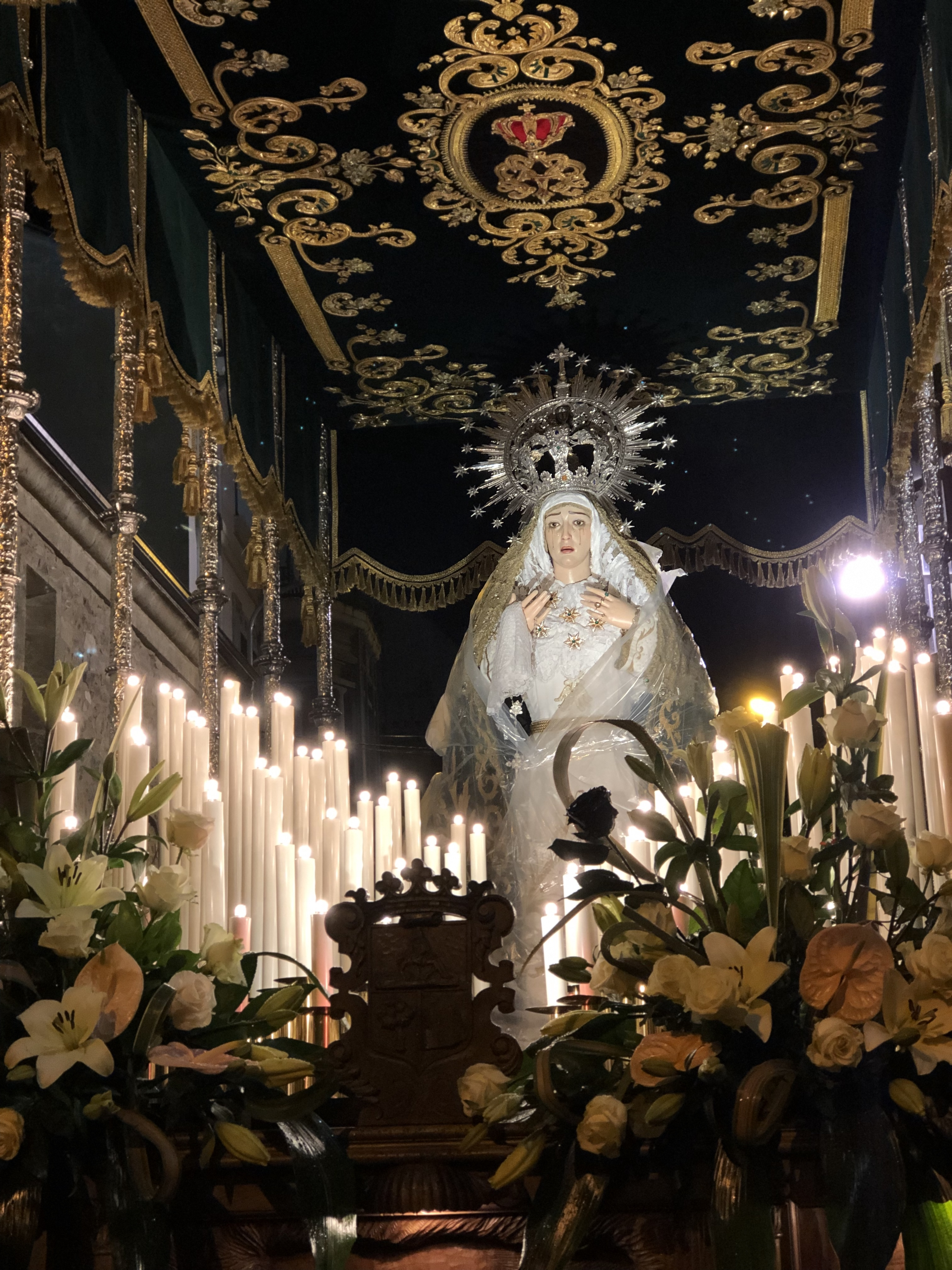
Imagen de la Virgen de la Amargura

Entre sus acontecimientos más significativos destaca la procesión del Santo Potajero el Miércoles Santo, declarada de Interés Turístico Provincial y organizada por la Cofradía de Nuestra Señora de las Angustias y Soledad. Según estatutos de la Cofradía, ésta tenía que dar a los pobres tres comidas a lo largo del año, acudiendo a la iglesia donde se les aseaba y se les daba la comida. Con el tiempo, la comida se fue haciendo tan popular que actualmente acuden a él todas las clases sociales de la ciudad con su cazuela a comer el potaje de garbanzos con arroz y bacalao.

### Festividades y eventos

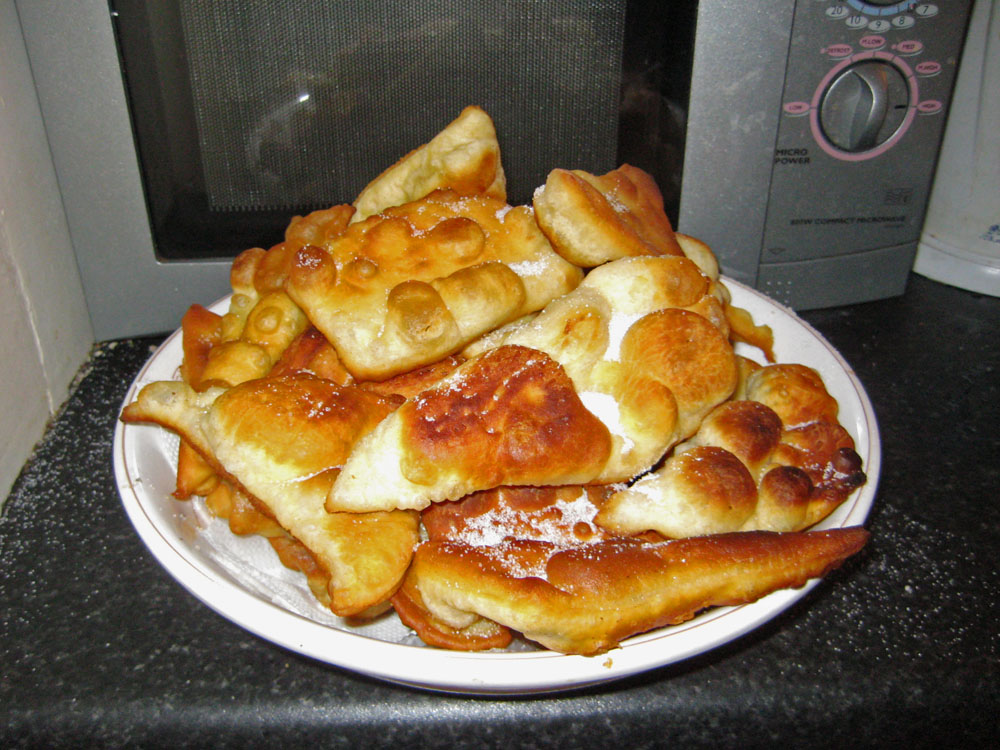
Orejas de Carnaval. Dulce típico de la Bañeza en esas fechas

A lo largo del año son numerosos los eventos culturales y festivos que tienen lugar en La Bañeza. Cronológicamente, en el mes de febrero se celebran los carnavales, fiesta declarada de Interés Turístico Nacional en 2011. Tras la celebración de la Semana Santa, a mediados del mes de abril tiene lugar la Feria del Libro, durante la cual se convocan concursos de cuentos y de poesía.
A mediados de agosto se celebran las fiestas patronales en honor a Nuestra Señora de la Asunción y San Roque, durante las cuales tienen lugar las ferias del Motor y de Artesanía y una de las pocas carreras urbanas de motociclismo en España. Por último, en el mes de septiembre, se celebra la Feria Agro-Alimentaria en cuyo último día tiene lugar la Alubiada, en la que se reparten más de 5000 raciones de alubias de La Bañeza. Además, cada sábado se instala en las calles de la ciudad el tradicional mercado semanal.
Carnaval

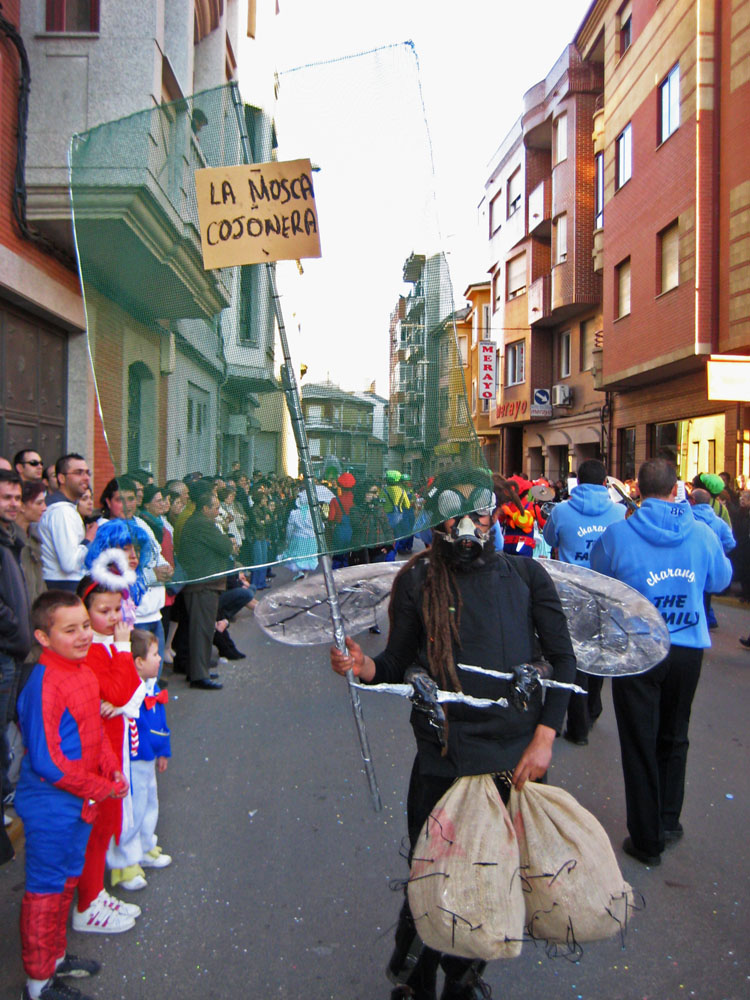
La imaginación, simpatía, ironía y buen humor se apoderan de los bañezanos con su Sentimiento Carnavalero

El carnaval bañezano es una de las festividades que más arraigo tienen por parte de todos los habitantes de la ciudad y comarca, siendo una cita obligada para bañezanos y turistas de la provincia.
En 1675 Antonio Ferreras ya menciona el carnaval refiriéndose a un testamento de un vecino de la ciudad. En épocas más modernas, la fiesta, aunque prohibida durante la dictadura de Francisco Franco, siguió celebrándose en la ciudad bajo permisos explícitos de la autoridad vigente, aunque con ciertas restricciones en la forma de llevarla a cabo. Ante esto, muchos carnavaleros se saltaban la norma, siendo perseguidos por las fuerzas de seguridad; de ahí proviene la expresión bañezana de correr el Carnaval.
El carnaval actual empieza con el acto preliminar de la Proclamación de la Musa, aunque oficiosamente empieza con el Viernes Tranquilo, seguido de Sábado de Chispas, Domingo de Carnaval, Lunes (desfile infantil y Nochebruja), Martes de Carnaval y Miércoles de Ceniza con su Entierro de la Sardina. La fiesta se alarga actualmente hasta el sábado siguiente con el Sábado Piraña.
El carnaval de La Bañeza se caracteriza por no estar motivado con un concurso de disfraces obteniendo premios o dinero, sino que cada participante sale disfrazado llevado por las ganas de pasarlo bien, mejorar su disfraz e interpretación y contribuir al embellecimiento de la fiesta en general.
El reconocimiento y pasión de los bañezanos ante esta celebración queda patente en la plaza que lleva su nombre (plaza del Carnaval) y en el reconocimiento de otros, siendo galardonada en 1990 con el Blasón de Turismo, declarada en 2002 Fiesta de Interés Turístico Regional. y en 2011 de Interés Turístico Nacional.

### Gastronomía

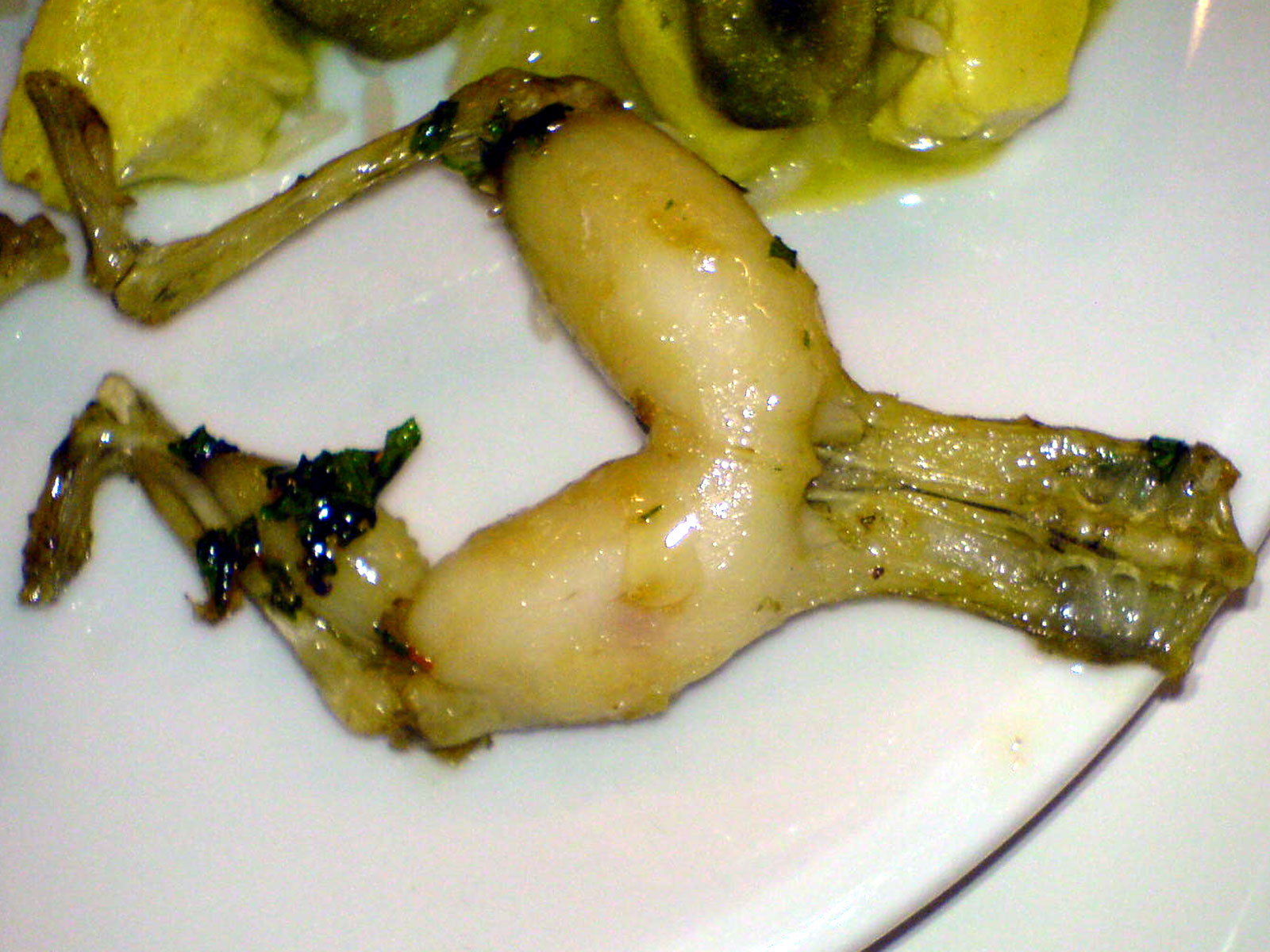
Las ancas de rana son uno de los platos típicos de la localidad

Entre la variada gastronomía bañezana, destacan las alubias, que en 2006 obtuvieron la Indicación Geográfica Protegida (IGP) de La Bañeza-León, y las ancas de rana. En el ámbito de la repostería, son destacables los bollos de San Lázaro, los Imperiales, las Yemas o las pastas de San Blas.

### Medios de comunicación
Prensa
En La Bañeza se pueden encontrar los principales periódicos de información general de León, así como los principales diarios nacionales de información general así como diarios económicos y deportivos nacionales. Respecto a prensa local, la ciudad cuenta con el semanario El Adelanto Bañezano, fundado en 1932, La Bañeza Hoy, fundado en 1999 e Ibañeza.es, el periódico digital de La Bañeza y comarca, los cuales ofrecen noticias locales y comarcales.
Radio
En cuanto a radio, la ciudad cuenta con varias emisoras. De información general hay presencia de algunas de las cadenas nacionales como Onda Cero, Punto Radio, Radio María y Europa FM.
Televisión
Además de las diferentes cadenas nacionales, existen otras de carácter autonómico como Canal 4 Castilla y León y Televisión Castilla y León, pero desde la unión de ambas corporaciones, conformando la sociedad Radio Televisión de Castilla y León, fueron sustituidas por los canales La 7 y La 8, pudiéndose ver a través de la TDT.

### Deporte
Entidades deportivas
Además de los deportes que se practican en las instalaciones municipales y de los equipos escolares, en la ciudad destacan una serie de entidades. En fútbol cuenta con el La Bañeza Fútbol Club, que milita en el grupo octavo de la tercera división de España, la escuela de fútbol Club Deportivo La Bañeza, y La Bañeza Fútbol Sala, que juega en la tercera división de fútbol sala, siendo el club de la ciudad que más éxitos ha conseguido, llegando a jugar en División de Honor.
En baloncesto cuenta con el Club Atlético Bañezano de Baloncesto, que juega la liga autonómica, y el Club Baloncesto La Bañeza. Otras disciplinas tienen representación en clubes como el Club Bañezano de Piragüismo, Club Deportivo Tenis de Mesa La Bañeza, Club Ciclista Bañezano, Club de Ajedrez de La Bañeza, Club de Atletismo de La Bañeza, Club de Montaña Teleno, Club de Gimnasia Rítmica, La Bañeza Club de Tiro, Club Deportivo Ciclista El Piñón Cortés, Club Deportivo BTT La Badana, Pesca Club La Bañeza y Moto Club Bañezano.
Instalaciones deportivas

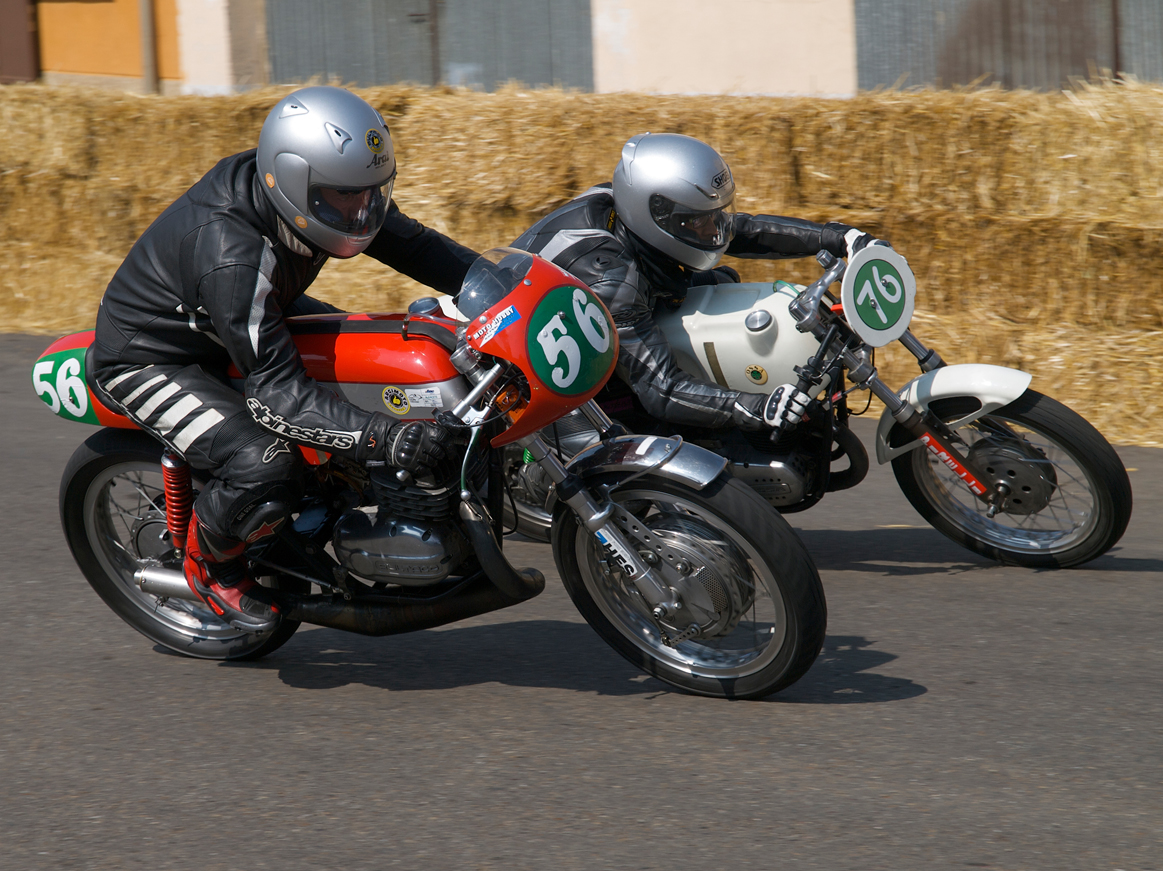
Momento del Gran Premio de Velocidad

La Bañeza cuenta con varios espacios para la práctica del deporte: el campo de fútbol La Llanera, las piscinas (cubierta y exterior) y el polideportivo municipal, que ofrece un pabellón cubierto, frontón, gimnasio y pistas de baloncesto, fútbol sala, tenis, pádel y vóley playa.
Eventos deportivos
Entre los acontecimientos deportivos que tienen lugar en La Bañeza a lo largo del año está el Memorial Santiago Fuertes de ciclismo, la Media Maratón Vía de la Plata, que se celebra en el mes de octubre, el torneo de baloncesto Ciudad de La Bañeza, y especialmente el Gran Premio de Velocidad Ciudad de La Bañeza, que tiene lugar a mediados de agosto, durante la celebración de las fiestas patronales, y que en 2009 celebró su 50.ª edición. Se trata de uno de los pocos circuitos urbanos de motociclismo que existen en el mundo (solo se asemeja el Tourist Trophy de la Isla de Man), contando con carreras de motos clásicas (2 tiempos y 4 tiempos), motos de 125 cc y Moto3 y que en 2015 batió el récord de espectadores, más de 60 000.

## Ciudades hermanadas
La ciudad de La Bañeza participa en la iniciativa de hermanamiento de ciudades promovida, entre otras instituciones, por la Unión Europea. A partir de esta iniciativa se han establecido lazos con las siguientes localidades:
| Ciudades hermanadas |               |                        |        |                                     |        |
| País                | Ciudad        | Fecha de hermanamiento | Escudo | Web de la ciudad                    | Imagen |
| Portugal            | Braganza      |                        |        | Braganza (en portugués)             |        |
| Francia             | Gennevilliers | 2005                   |        | Ville de Gennevilliers (en francés) |        |
| Estados Unidos      | Tooele        |                        |        | Tooele City (en inglés)             |        |